# 岗集镇
岗集镇，是中华人民共和国安徽省合肥市长丰县下辖的一个乡镇级行政单位。

## 行政区划
岗集镇下辖以下地区：
岗集社区、金岗社区花园社区、南洪社区、三十埠社区、前丰社区、卧龙山社区、龙岗社区、黄浦社区、新庄社区、井沿社区、牛寨村、安冲村、新元村、松棵村、双庙村、斗镇村、大窑村、青峰岭村、四十埠村、桃山村和张庙村。